# Пишмінська
Пишмі́нська (рос. Пышминская) — селище у складі Комишловського району Свердловської області. Входить до складу Калиновського сільського поселення.
Населення — 39 осіб (2010, 45 у 2002).
Національний склад станом на 2002 рік: росіяни — 89 %.